# Reaktivitet
Reaktivitet är en benägenhet hos kemiska ämnen och föreningar att reagera kemiskt med andra kemiska ämnen och föreningar. Ett annat sätt att beskriva reaktivitet är att det innefattar den vetenskapliga studien av kemiska reaktioner och respektive reaktionskinetik. Ibland används även begreppet reaktivitet i syfte att beskriva hur snabbt ett ämne reagerar, det vill säga ämnets reaktionshastighet. Ju starkare reaktivitet ett ämne har, desto snabbare blir också reaktionshastigheten. De båda kemiska termerna är därför nära sammankopplade med varandra. Kemiska ämnen med låg reaktivitet kallas inerta. Det finns många olika faktorer som påverkar ett ämnes reaktivitet. I stor utsträckning handlar det om ämnets inneboende egenskaper. De mest reaktiva ämnena reagerar spontant och dessutom ofta explosivt, medan ämnen med låg reaktivitet kan ta flera århundraden på sig att genomgå en viss reaktion.

## Reaktivitet i det periodiska systemet

Bilden visar en enkel modell av de ingående ämnena i några grupper i det periodiska systemet.

En atom strävar alltid efter ädelgasstruktur, som i de flesta fall innebär åtta valenselektroner. Ämnen som i sitt grundtillstånd har nära åtta i antalet valenselektroner är mer benägna att reagera på ett sätt som gör att ämnet uppfyller ädelgasstruktur. Antalet valenselektroner hos ett ämne påverkar alltså ämnets reaktivitet. Atomerna i samma grupp i det periodiska systemet har samma antal valenselektroner, i undantag för övergångsmetallerna i grupp tre till tolv som vanligtvis har en eller två valenselektroner.
Grupp 1 i det periodiska systemet, som kallas alkalimetallerna, och grupp 2 kallad alkaliska jordartsmetallerna, har en respektive två valenselektroner. De behöver därför endast lämna ifrån sig en eller två elektroner för att besitta ädelgasstruktur, och klassas därför som mycket reaktiva. Dessutom ökar reaktiviteten ju längre ner i de båda grupperna man går. Det beror på att elektronerna då sitter längre ifrån den positivt laddade kärnan, eftersom atomerna blir större. När elektronerna befinner sig längre ifrån den positivt laddade kärnan känner de av en svagare attraktionskraft, vilket innebär att de sitter lösare. Därmed krävs det mindre för att dessa ämnen ska reagera jämfört med de mindre atomerna högre upp i gruppen, de större är mer reaktiva. Därmed är Francium (Fr) den mest reaktiva alkalimetallen.
Grupp 16, vilken beskrivs som syregruppen, och grupp 17, halogenerna, innehåller atomer med ett grundtillstånd på sex respektive sju elektroner. Här krävs det alltså att atomerna tar upp en eller två elektroner för att bilda ädelgasstruktur, vilket gör även dessa ämnen till mycket reaktiva. I de båda grupperna finns sambandet att ju högre upp i gruppen ett visst ämne befinner sig, desto mindre är atomerna och därmed sitter elektronerna närmare kärnan. Det gör att de känner av en starkare attraktionskraft till den positivt laddade kärnan i jämförelse med de större atomernas valenselektroner längre ner i gruppen. De sitter därför hårt bundna, och atomen har lätt att ta upp de elektroner som krävs för ädelgasstruktur. Därför är grundämnet Fluor (F) den mest reaktiva halogenen.

## Andra faktorer som påverkar reaktiviteten
- Temperatur: En ökad temperatur leder till större rörelseenergi hos de ingående partiklarna, vilket ökar sannolikheten för reaktanterna att kollidera gynnsamt. På så sätt beror ett ämnes reaktivitet på temperaturen, och en ökad temperatur medför större reaktivitet.[3][4]
- Stabilitet: Instabila ämnen, till exempel radikaler som bildas vid en kedjereaktion, har ett tillstånd som på ett eller annat sätt är ohållbart, och är därför väldigt reaktiva. Generellt gäller att ju större stabilitet ett ämne har, desto mindre reaktivt är det.[3][4]
- Närvaro av katalysator: I första hand påverkar katalysatorn ett ämnes reaktionshastighet, men vissa ämnen med låg reaktivitet kan reagera med varandra trots detta i närvaro av en katalysator. Katalysatorn påverkar därmed inte ämnenas enskilda reaktivitet, men kan leda till en reaktion trots låg reaktivitet.[3][4]